# بيدرو باولو برونو
بيدرو باولو برونو (بالبرتغالية: Pedro Bruno‏) هو مغني أوبرا ومغني ورسام وكاتب وشاعر برازيلي، ولد في 14 أكتوبر 1888 في Paquetá Island ‏ في البرازيل، وتوفي في 2 فبراير 1949 في ريو دي جانيرو في البرازيل.